# Kerkoporta
La kerkoporta (en griego: Κερκόπορτα; que se traduce como la «puerta del circo») es una pequeña puerta de las murallas teodosianas, uno de los lugares clave del último asedio de Constantinopla en 1453.

## Ubicación
Se desconoce la ubicación exacta de la kerkoporta, la puerta estaba en la sección norte de las murallas. Se cree ampliamente que estaban ubicados entre la nonagésima sexta torre de las murallas teodosianas y la esquina sur del palacio de los Porfirogenetas.  Esta sección del muro no ha sobrevivido hasta ahora; hay un camino hacia el estacionamiento cerca del Parque Tekfur Saray. Según otras fuentes, la puerta estaba ubicada en la esquina norte del palacio de los Porfirogenetas, o mucho más cerca del Cuerno de Oro, en la torre de Isaac Ángelo. Algunas fuentes informan que para el último asedio, el nivel del suelo cerca del muro aumentó significativamente y el arco de la puerta se volvió dos veces más bajo.

## La caída de Constantinopla
El papel de la kerkoporta se conoce por los escritos de Ducas. El 29 de mayo de 1453, unos cincuenta turcos penetraron imperceptiblemente el muro a través de la kerkoporta. La puerta fue utilizada en días anteriores por los hermanos genoveses Bocchiardi para salidas y, se cree, alguien olvidó cerrarla o lo hizo a propósito, traicionando a los bizantinos. Los turcos que se abrieron paso treparon el muro y colocaron allí una bandera. Lo más probable es que en el área de la kerkoporta, la batalla todavía estaba en curso, cuando los turcos rompieron las defensas de la puerta de San Romano y mataron al emperador bizantino Constantino XI Paleólogo en aquel lugar.